# بائسا
بائِسا (به اسپانیایی: Baeza) یکی از دهستان‌های استان خائن در کشور اسپانیا است. این شهر با مساحت کیلومتر مربع، تن جمعیت دارد. بائِسا بخاطر نگهداری بهترین نمونه‌های معماری رنسانس ایتالیایی در اسپانیا معروف است. میراث جهانی یونسکو در سال ۲۰۰۳ بائِسا و اوبدا (Úbeda) را به فهرست آثار جهانی یونسکو افزود.

## نگارخانه

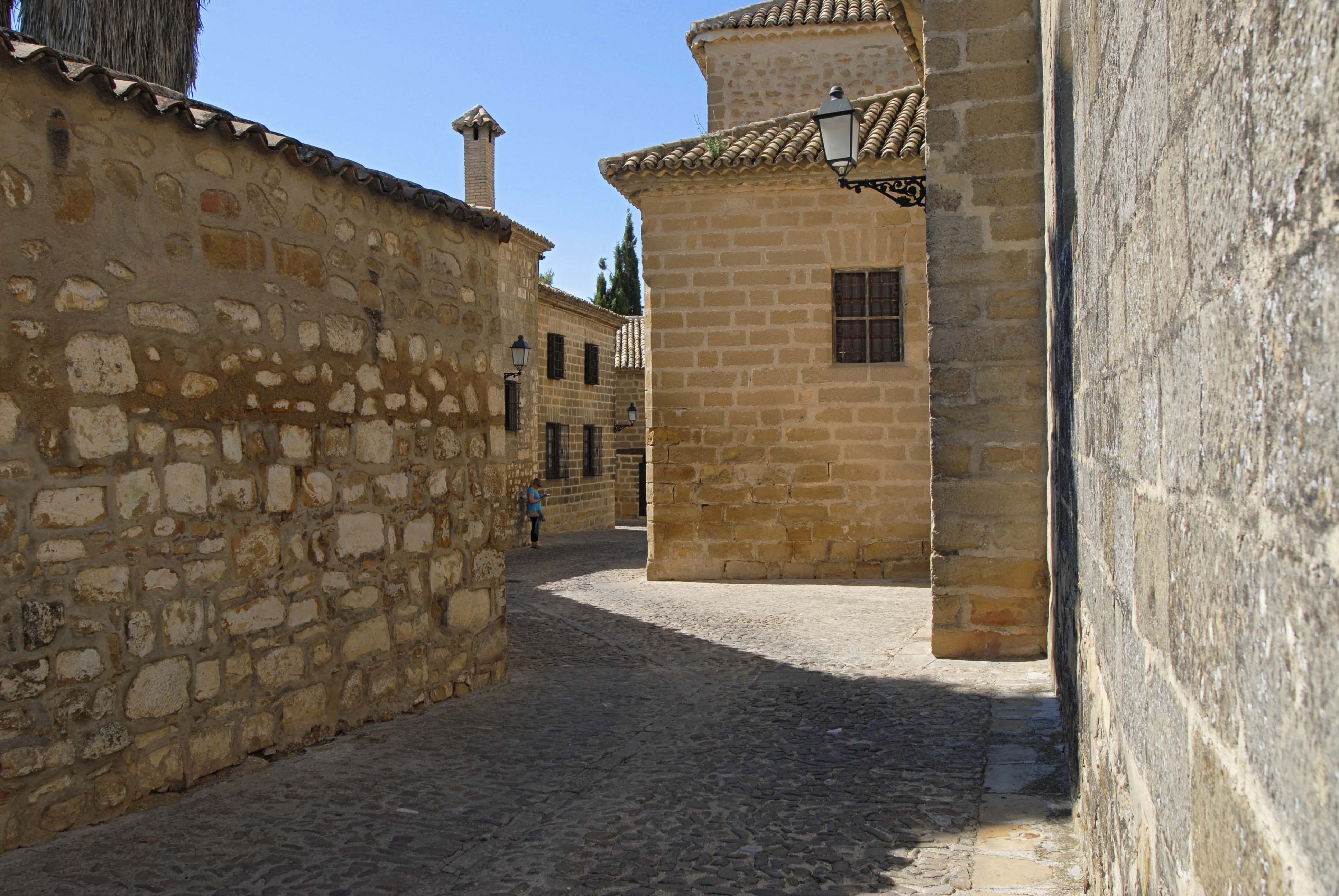
Narrow Streets in Baeza
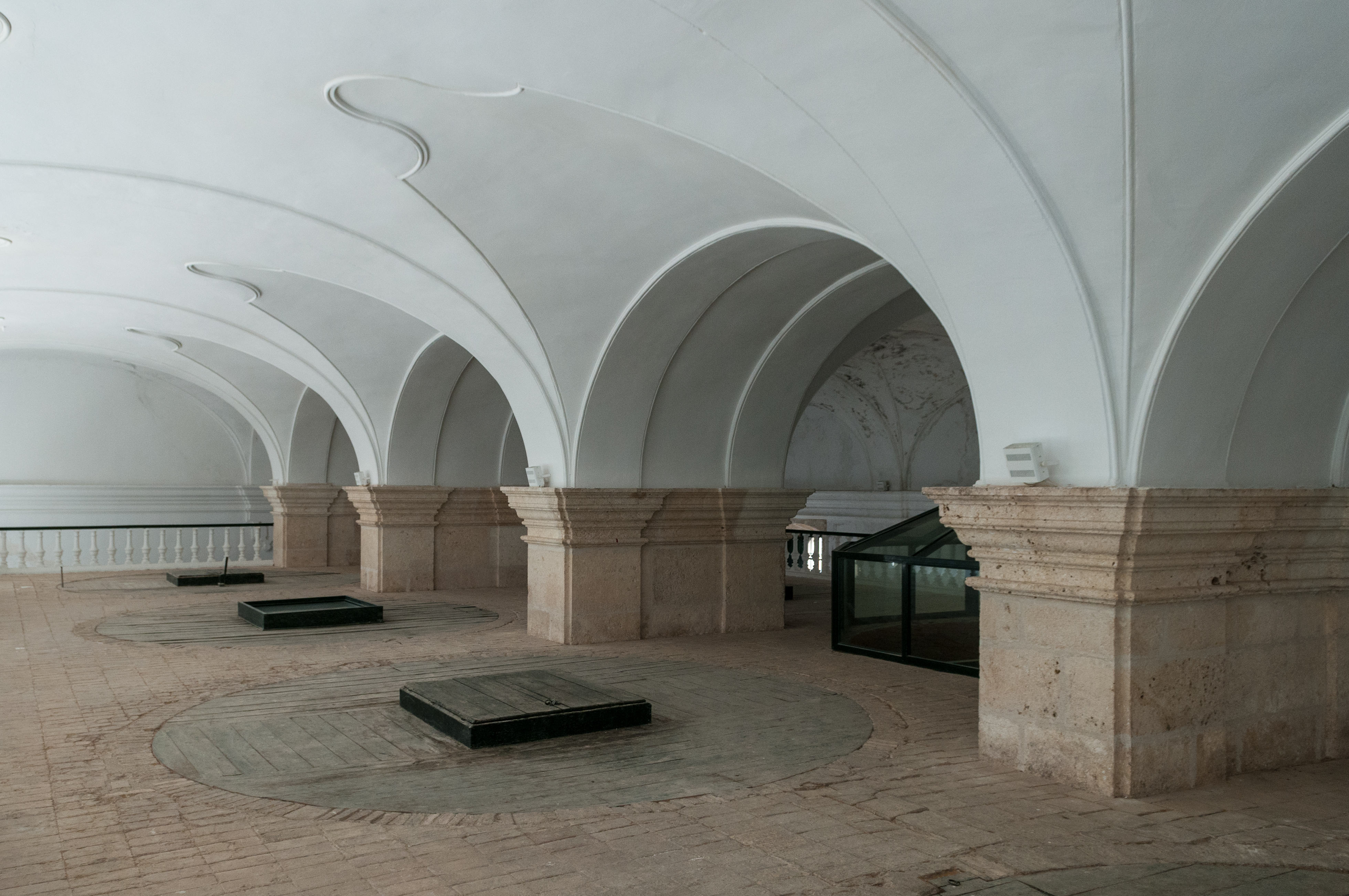
Olive oil museum in La Laguna